# Psaliodes subfulvescens
Psaliodes subfulvescens är en fjärilsart som beskrevs av W. Warren 1904. Psaliodes subfulvescens ingår i släktet Psaliodes och familjen mätare. Inga underarter finns listade i Catalogue of Life.